# Black Butterflies (film, 1928)

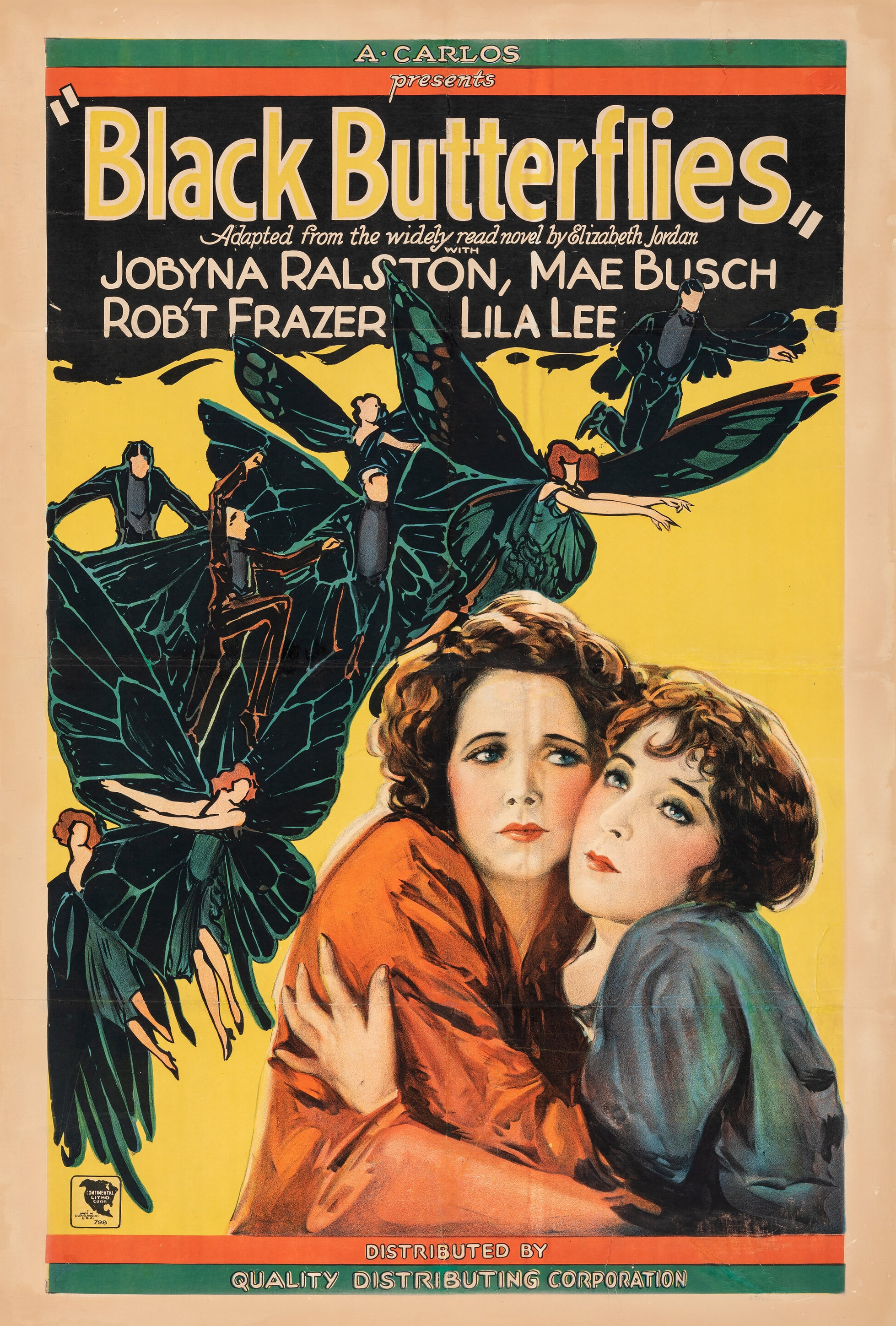
Affiche du film.

Pour les articles homonymes, voir Black Butterflies.
Black Butterflies est un film américain réalisé par James W. Horne, sorti en 1928.

## Synopsis
Dorinda Maxwell, une jeune femme riche qui méprise la vie conjugale, se lie à un groupe d'hédonistes connu sous le nom de « Papillons noirs ». Pour éviter le scandale, Dorinda épouse David Goddard, un jeune clerc en difficulté, en lui offrant une allocation de 5 000 dollars par an. Après le mariage, David s'irrite de sa situation. Lui et Dorinda se disputent continuellement lorsqu'ils sont seuls, et David est incapable de la séparer de ses compagnons.

## Fiche technique
- Réalisation : James W. Horne
- Scénario : Henry McCarty, Delos Sutherland
- Photographie : Max Dupont, Stephen S. Norton
- Montage : Ralph Dawson
- Genre : Drame[1]
- Production : Carlos Productions
- Distributeur : Quality Distributing Corporation
- Durée : 70 minutes
- Date de sortie : 31 août 1928[2]

## Distribution
- Jobyna Ralston : Dorinda Maxwell
- Mae Busch : Kitty Perkins
- Robert Frazer : David
- Lila Lee : Norma Davis
- Cosmo Kyrle Bellew : Judge Davis
- Robert Ober : Jimmie
- Ray Hallor : Chad
- George Periolat : Hatch